# Teritorium Jervisova zátoka

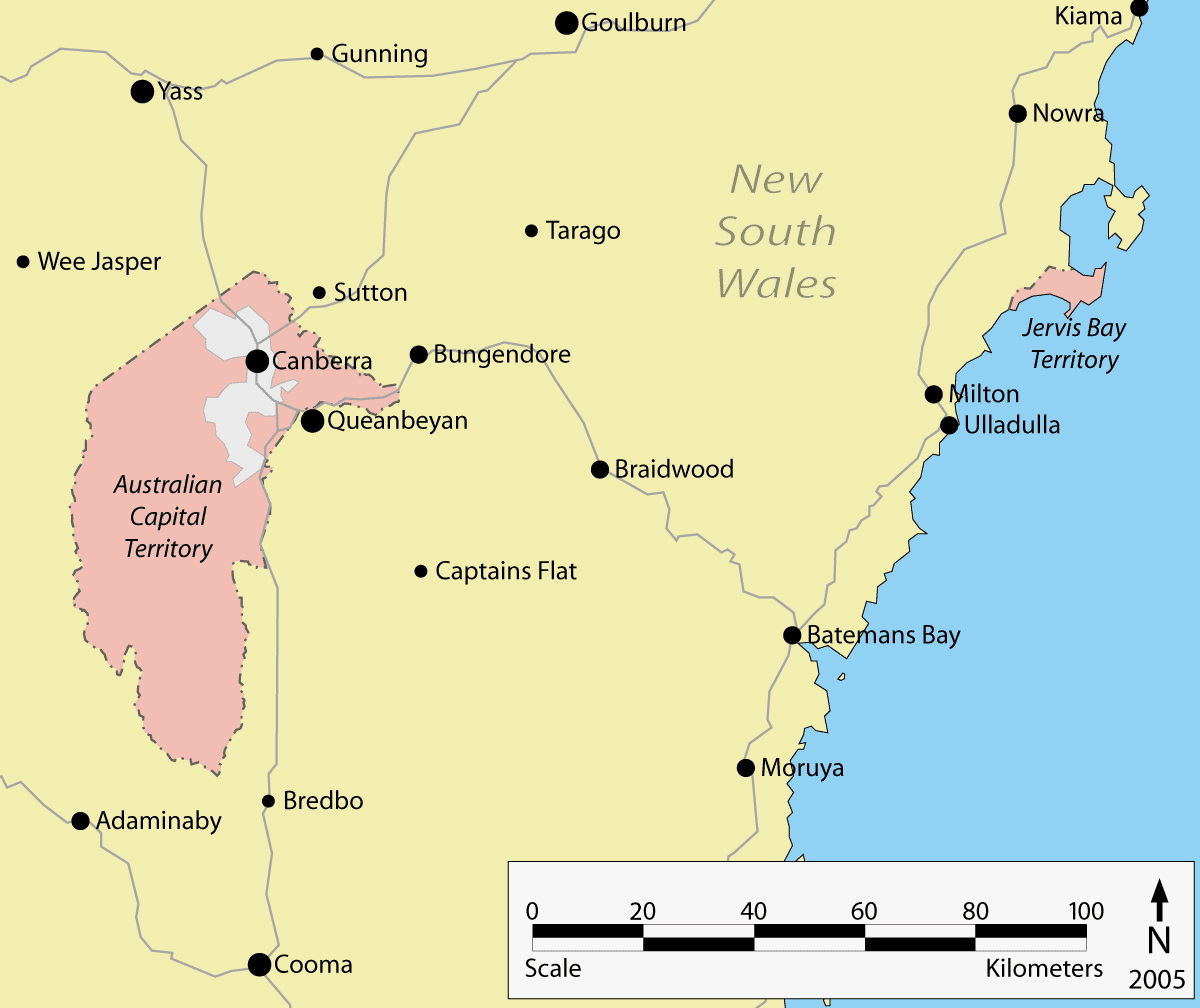
Teritorium hlavního města a Jervis Bay

Teritorium Jervisova zátoka (anglicky Jervis Bay Territory) je malé území na východním pobřeží Austrálie. Toto území bylo v roce 1915 koupeno australskou federální vládou od státu Nový Jižní Wales pro hlavní město Canberra, aby získalo přístup k moři. Území je pojmenováno po britském admirálovi a ministrovi námořnictva Johnu Jervisovi.
Do roku 1989 bylo území součástí teritoria hlavního města, nyní je samostatným teritoriem, pod správou ministerstva vnitra, ale i nadále je součástí volebního okrsku hlavního města. Na území, které má rozlohu 67 km², jsou tři malá městečka s asi 600 obyvateli. Nachází se zde národní park Booderee.